# QR-Maß
Das qR-Maß ist ein in der Eisenbahn-Bau- und Betriebsordnung (EBO) § 21 Anlage 6 mit einem Grenzwert von 6,5 mm vorgegebener Wert für die Flankensteilheit der Spurkränze von Eisenbahnrädern (Spurkranzflankenmaß).
Das Maß darf nicht unterschritten werden, weil ansonsten die Spurkranzflanke von der Neigung her so steil wird, dass ein Auffahren von Weichenzungen, beweglichen Herzstücken, Auszugsspitzen und Doppelherzstücken bei spitzer Befahrung möglich wird und damit das Schienenfahrzeug entgleist. Damit leistet das qR-Maß einen wichtigen Beitrag zur Entgleisungssicherheit von Schienenfahrzeugen.